# Yenidzha
Yenidzha är en ort i Azerbajdzjan.   Den ligger i distriktet Nachitjevan, i den västra delen av landet, 400 km väster om huvudstaden Baku. Yenidzha ligger 793 meter över havet och antalet invånare är 3 791.
Terrängen runt Yenidzha är huvudsakligen platt, men åt sydväst är den kuperad. Närmaste större samhälle är Dyudengya, 7,1 km nordost om Yenidzha.
Trakten runt Yenidzha består i huvudsak av gräsmarker. Runt Yenidzha är det ganska glesbefolkat, med 42 invånare per kvadratkilometer.